# Tropidurus semitaeniatus
Tropidurus semitaeniatus е вид влечуго от семейство Tropiduridae. Видът не е застрашен от изчезване.

## Разпространение
Разпространен е в Бразилия (Алагоас, Баия, Параиба, Пернамбуко, Пиауи, Рио Гранди до Норти, Сеара и Сержипи).